# Vodopiine, Ciornomorske
Vodopiine (în ucraineană Водопійне) este un sat în comuna Mijvodne din raionul Ciornomorske, Republica Autonomă Crimeea, Ucraina.

## Demografie
Componența lingvistică a localității Vodopiine
     Tătară crimeeană (47,28%)
     Rusă (38,66%)
     Ucraineană (13,01%)
     Alte limbi (0,53%)
Conform recensământului din 2001, nu exista o limbă vorbită de majoritatea populației, aceasta fiind compusă din vorbitori de tătară crimeeană (47,28%), rusă (38,66%) și ucraineană (13,01%).